# 한국여자프로농구 2017-18
2017-2018 신한은행 여자프로농구는 대한민국 프로농구의 17-18시즌이며 27번째 한국여자프로농구 시즌이다. 2017년 10월 28일에 개막하였으며, 2018년 3월 21일까지 6개 연고지에서 진행되었다.

## 변경된 점
- 외국인 선수의 출전 규정이 변경되었다. 2016-17 시즌까지 팀 당 2명 보유에 1명씩만 출전할 수 있었으나 3쿼터에 한해 두 명이 동시에 뛸 수 있는 것으로 변경되었다.[1]
- 속공파울이 강화되었다. 공수 전환 시 공격 팀의 진행을 멈추기 위해 부당한 접촉을 일으킬 경우 U파울(언스포츠맨라이크파울)이 주어져 자유투 2개와 공격권을 빼앗긴다.[2]

## 선수 변화
- 4월 23일, KEB하나은행 FA 김정은, 원 소속구단 KEB하나은행과 계약결렬. 우리은행과 계약(3년)
- 4월 25일, 우리은행 김단비, KEB하나은행으로 이적(FA 김정은 영입에 따른 보상선수)
- 4월 28일, 삼성생명 박소영 <-> 신한은행 신재영 1:1트레이드
- 6월 1일, 삼성생명 박태은, 우리은행으로 이적

## 정규리그
정규리그는 2017년 10월 28일 개막하였으며, 2018년 3월 7일까지 진행되었다. 아산 우리은행 위비가 정규리그 6연패를 달성했다.
| 순위 | 팀                     | 경기 | 승 | 패 | 승차 | 참가 자격 및 강등  |
| ---- | ---------------------- | ---- | -- | -- | ---- | ------------------ |
| 1    | 아산 우리은행 위비     | 35   | 29 | 6  | —    | 챔피언 결정전 진출 |
| 2    | 청주 KB 스타즈         | 35   | 27 | 8  | 2    | 플레이오프 진출    |
| 3    | 인천 신한은행 에스버드 | 35   | 17 | 18 | 12   | 플레이오프 진출    |
| 4    | 용인 삼성생명 블루밍스 | 35   | 16 | 19 | 13   |                    |
| 5    | 부천 KEB하나은행       | 35   | 12 | 23 | 17   |                    |
| 6    | 구리 KDB생명 위너스    | 35   | 4  | 31 | 25   |                    |

## 포스트시즌
플레이오프는 3월 11일에 개막, 3월 15일까지 진행되었고, 챔피언 결정전은 3월 17에 개막, 3월 21일까지 진행되었다.

### 대진표
|  | 플레이오프 3전 2선승제 | 플레이오프 3전 2선승제 | 플레이오프 3전 2선승제 |  |  | 챔피언 결정전 5전 3선승제 | 챔피언 결정전 5전 3선승제 | 챔피언 결정전 5전 3선승제 |  |
|  |                        |                        |                        |  |  |                           |                           |                           |  |
|  | 2                      | 청주 KB 스타즈         | 2                      |  |  |                           |                           |                           |  |
|  | 3                      | 인천 신한은행 에스버드 | 1                      |  |  | 1                         | 아산 우리은행 위비        | 3                         |  |
|  |                        |                        |                        |  |  | 2                         | 청주 KB 스타즈            | 0                         |  |

### 플레이오프
| 2018년 3월 11일 17:00 |

| 기록 |

| 청주 KB스타즈 75, 인천 신한은행 에스버드 57        |  |  |  |                                                    |
| 쿼터 별 점수: 25-12, 10-11, 19-14, 21-20           |  |  |  |                                                    |
| 득점: 단타스 19 리바운드: 박지수 13 도움: 박지수 6 |  |  |  | 득점: 김단비 12 리바운드: 르샨다 12 도움: 유승희 3 |
| 1-0 KB스타즈 우위                                  |  |  |  |                                                    |

| 2018년 3월 13일 19:00 |

| 기록 |

| 인천 신한은행 에스버드 72, 청주 KB스타즈 68               |  |  |  |                                                  |
| 쿼터 별 점수: 22-18, 27-21, 13-21, 20-20                  |  |  |  |                                                  |
| 득점: 김단비 27 리바운드: 김단비, 그레이 8 도움: 김단비 8 |  |  |  | 득점: 커리 17 리바운드: 박지수 12 도움: 김보미 5 |
| 1-1 동률                                                  |  |  |  |                                                  |

| 2018년 3월 15일 19:00 |

| 기록 |

| 청주 KB스타즈 70, 인천 신한은행 에스버드 52        |  |  |  |                                                            |
| 쿼터 별 점수: 18-15, 20-13, 18-10, 10-10           |  |  |  |                                                            |
| 득점: 단타스 19 리바운드: 박지수 14 도움: 강아정 8 |  |  |  | 득점: 김단비, 그레이 10 리바운드: 그레이 11 도움: 김단비 6 |
| 2-1 KB스타즈 시리즈 승리                           |  |  |  |                                                            |

### 챔피언 결정전
| 2018년 3월 17일 17:00 |

| 기록 |

| 아산 우리은행 위비 63, 청주 KB 스타즈 57           |  |  |  |                                                  |
| 쿼터 별 점수: 18-12, 12-14, 18-16, 15-16           |  |  |  |                                                  |
| 득점: 김정은 14 리바운드: 어천와 14 도움: 박혜진 5 |  |  |  | 득점: 커리 18 리바운드: 박지수 13 도움: 강아정 4 |
| 1-0 우리은행 우위                                  |  |  |  |                                                  |

| 2018년 3월 19일 19:00 |

| 기록 |

| 아산 우리은행 위비 63, 청주 KB스타즈 50                    |  |  |  |                                                         |
| 쿼터 별 점수: 21-16, 18-15, 6-9, 18-10                     |  |  |  |                                                         |
| 득점: 김정은, 어천와 18 리바운드: 어천와 13 도움: 김정은 5 |  |  |  | 득점: 커리 16 리바운드: 박지수, 단타스 8 도움: 강아정 4 |
| 2-0 우리은행 우위                                          |  |  |  |                                                         |

| 2018년 3월 21일 19:00 |

| 기록 |

| 청주 KB스타즈 57, 아산 우리은행 위비 75                                 |  |  |  |                                                    |
| '쿼터 별 점수: 8-23, 16-12, 23-19', 10-21                               |  |  |  |                                                    |
| 득점: 커리 20 리바운드: 박지수 15 도움: 박지수, 커리 3                  |  |  |  | 득점: 임영희 24 리바운드: 어천와 13 도움: 임영희 5 |
| 3-0 우리은행 시리즈 승리 챔피언 결정전 MVP: 김정은 (아산 우리은행 위비) |  |  |  |                                                    |

## 수상

### 정규리그 시상
정규리그 시상식은 플레이오프 미디이데이와 같은 날 개최되며, 국내 선수를 대상으로 하는 통계에 의한 부문과 기자단 투표에 의한 투표에 의한 부문으로 나뉘어 시상이 진행된다.

#### 통계에 의한 부문 시상
| 부문                 | 선수   | 팀                     | 기록    |
| -------------------- | ------ | ---------------------- | ------- |
| 득점상               | 강이슬 | 부천 하나원큐          | 15.94점 |
| 3점 득점상           | 강이슬 | 부천 하나원큐          | 101개   |
| 3점 야투상           | 강이슬 | 부천 하나원큐          | 41.06%  |
| 2점 야투상           | 염윤아 | 청주 KB 스타즈         | 54.01%  |
| 자유투상             | 박혜진 | 아산 우리은행 위비     | 90.32%  |
| 리바운드상           | 박지수 | 청주 KB 스타즈         | 12.89개 |
| 어시스트상           | 박혜진 | 아산 우리은행 위비     | 5.09개  |
| 스틸상               | 김단비 | 인천 신한은행 에스버드 | 2.09개  |
| 블록상               | 박지수 | 청주 KB 스타즈         | 2.51개  |
| 윤덕주상 최고 공헌도 | 박지수 | 청주 KB 스타즈         | 1322.8  |

#### 투표에 의한 부문 시상
| 상             | 수상자                          |
| -------------- | ------------------------------- |
| 최우수선수상   | 박혜진 (아산 우리은행 위비)     |
| 외국인선수상   | 토마스 (용인 삼성생명 블루밍스) |
| 신인선수상     | 이주연 (용인 삼성생명 블루밍스) |
| 우수수비선수상 | 박지수 (청주 KB 스타즈)         |
| 식스우먼상     | 김연주 (인천 신한은행 에스버드) |
| 모범선수상     | 한채진 (부산 BNK 썸)            |
| 지도상         | 위성우 (아산 우리은행 위비)     |
| 기량발전상     | 김단비 (인천 신한은행 에스버드) |
| 최우수 심판상  | 신동재                          |

WKBL 베스트 5:
- G 박혜진, 아산 우리은행 위비
- G 강이슬, 청주 KB 스타즈
- F 김정은, 아산 우리은행 위비
- F 앨리사 토마스, 용인 삼성생명 블루밍스
- C 박지수, 청주 KB 스타즈

### 라운드별 MVP, MIP
라운드별 MVP와 MIP는 기자단 투표에 의해 시상이 진행된다.
| 라운드  | MVP                                    | MIP                             |
| ------- | -------------------------------------- | ------------------------------- |
| 1라운드 | 박지수 (청주 KB 스타즈)                | 구슬 (구리 KDB생명 위너스)      |
| 2라운드 | 박혜진 (아산 우리은행 위비)            | 유승희 (안산 신한은행 에스버드) |
| 3라운드 | 박지수 (청주 KB 스타즈)                | 김단비 (안산 신한은행 에스버드) |
| 4라운드 | 엘리사 토마스 (용인 삼성생명 블루밍스) | 김이슬 (부천 KEB하나은행)       |
| 5라운드 | 박혜진 (아산 우리은행 위비)            | 김민정 (청주 KB 스타즈)         |
| 6라운드 | 박지수 (청주 KB 스타즈)                | 김지영 (부천 KEB하나은행)       |
| 7라운드 | 엘리사 토마스 (용인 삼성생명 블루밍스) | 노현지 (구리 KDB생명 위너스)    |